# Busuu
Busuu è un servizio di social network online per l'apprendimento delle lingue. La particolarità della piattaforma è la possibilità, da parte di ogni utente, di aiutare gli altri studenti a migliorare le proprie capacità linguistiche.

## Origini e struttura
Busuu è una compagnia interattiva con sede a Londra, indirizzata a persone che intendono imparare o migliorare le proprie capacità linguistiche. Il processo di apprendimento prevede, oltre ai metodi tradizionali, l'uso di strumenti offerti dal software multimedia di Busuu, anche attraverso il diretto scambio linguistico. I corsi sono fondati sul Quadro comune europeo di riferimento per la conoscenza delle lingue (QCER) e comprendono i livelli A1, A2, B1 e B2. Ogni corso è suddiviso in unità didattiche che coprono più di 150 temi fondamentali. In ogni sezione si possono trovare molti tipi di materiale: dal vocabolario alle frasi chiave, dai dialoghi ai documenti audio, podcast e PDF. Durante i vari passaggi di studio, gli utenti possono testare i loro progressi con un breve esame interattivo.
Accanto ai corsi individuali, gli utenti possono mettere alla prova le loro abilità di conversazione tramite video-chat, direttamente con gli utenti madrelingua presenti nella comunità. Per questo motivo, ogni persona all'interno della comunità non si presenta solamente come “studente” di una lingua straniera ma anche come “tutor” della sua lingua madre. I responsabili dell'accoglienza in busuu.com parlano ogni tipo di lingua. Questo significa che tutti, all'interno della comunità, hanno la possibilità di imparare le altre lingue. Attualmente Busuu ha 35 milioni di utenti.

## Sviluppo
Busuu ha pubblicato la sua versione beta nel febbraio 2009. L'accesso alle funzioni avanzate della piattaforma è a pagamento; tuttavia, la maggioranza del sito busuu.com e le sue caratteristiche rimangono ancora gratuite, secondo il modello freemium. Il design del sito è supportato dal software Drupal. Busuu ed è stato lodato per la grafica pulita e colorata, ricca di elementi dinamici e veloci da caricare. Il sito dispone anche di un'interfaccia facile da usare con un quadro comandi che varia in relazione all'aumento delle abilità linguistiche: è il Busuu Language Garden (il giardino delle lingue Busuu).
Il sito supporta sezioni per l'apprendimento di svariate lingue: inglese, spagnolo, francese, tedesco, italiano, portoghese, russo, polacco, turco, arabo, cinese, giapponese, coreano e olandese.
Nell'aprile 2014 Busuu ha intrapreso una partnership con Pearson, leader mondiale nel campo educativo, per permettere ai propri utenti di ottenere una qualificazione riconosciuta come gSET certificate in English.

## Riconoscimenti e premi
Busuu è stato inserito nella Top10 degli startups, nel giugno 2008.
Nel settembre 2008 Busuu è stato inserito nel progetto "International year of languages" promosso dall'UNESCO
All'interno del progetto, busuu.com ha lanciato la campagna per la salvaguardia del Silbo gomero (un tipo di lingua parlata nelle isole Canarie, ormai quasi completamente caduta in disuso). Questa campagna ha vinto, nel 2009, il Leone d'argento al Festival internazionale della pubblicità di Cannes, il riconoscimento più importante nella categoria pubblicità. Nel settembre 2009, l'UNESCO ha dichiarato il Silbo Gomero come una lingua appartenente alla categoria dei Patrimoni orali e immateriali dell'umanità.
Nel 2009 Busuu viene nominato per numerosi premi di prestigio su Internet, come l'European Tech Crunch Awards, vincitore del AlwaysOn Global 250, nella categoria innovatori emergenti per la tecnologia  ed è stato inserito fra i tre migliori siti dell'anno per il concorso spagnolo Premios de Internet.
Busuu ha anche vinto, nel settembre 2009, l'European Language Label, che premia i progetti innovativi per l'apprendimento delle lingue. Questo prestigioso premio è coordinato dalla Commissione europea e viene assegnato ogni anno dai singoli Stati membri dell'UE. Il riconoscimento più recente ottenuto da busuu è stato il Best Education Start-up da parte del TechCrunch Europa Awards.